# Écurie de Formule 1
Pour les articles homonymes, voir Écurie (homonymie).
Ne doit pas être confondu avec Liste des constructeurs de Formule 1.
Une écurie de Formule 1 est l'ensemble de l'équipe engagée dans le championnat du monde de Formule 1, elle englobe la partie technique (conception et construction de la voiture, logistique) et l'équipe sportive. 
En sport mécanique, les écuries sont à distinguer des constructeurs. Toutefois depuis la saison 1983, constructeur et écurie de Formule 1 sont synonymes, chaque équipe développant son propre châssis.

## Organigramme
Les écuries de F1 comportent presque toujours un :
- Président, généralement le dirigeant de l'entreprise propriétaire de l'écurie ;
- Directeur général (team principal) qui est le dirigeant de l'équipe ;
- Directeur technique qui est le responsable de la partie technique, généralement l'ingénieur en chef de l'équipe. Certaines équipes délèguent plusieurs postes de directeurs techniques, pour le châssis, pour le moteur et pour l'aérodynamique ;
- Directeur sportif (team manager), responsable de la partie course qui élabore les stratégies.

## Écuries présentes en 2024
| Écurie                        | Motorisation  | 1er GP | Siège social            | Écuries précédentes                                                                                      |
| ----------------------------- | ------------- | ------ | ----------------------- | --- |
| Alpine F1 Team                | Renault Sport | 1977   | Viry-Châtillon, Enstone | Toleman (1981-1985) ; Benetton (1986-2001) ; Lotus F1 (2012-2015)                                        |
| Aston Martin F1 Team          | Mercedes AMG  | 1959   | Silverstone             | Jordan (1991-2005) ; Midland (2006) ; Spyker (2007) ; Force India (2008-2018) ; Racing Point (2018-2020) |
| Scuderia Ferrari              | Ferrari       | 1950   | Maranello               | |
| Haas F1 Team                  | Ferrari       | 2016   | Banbury                 | |
| McLaren F1 Team               | Mercedes AMG  | 1966   | Woking                  | |
| Mercedes-AMG Formula One Team | Mercedes AMG  | 1954   | Brackley, Northampton   | Tyrrell (1970-1998) ; BAR (1999-2005) ; Honda (2006-2008) ; Brawn (2009)                                 |
| Racing Bulls                  | Honda         | 2006   | Faenza                  | Minardi (1985-2005)                                                                                      |
| Red Bull Racing               | Honda         | 2005   | Milton Keynes           | Stewart (1997-1999) ; Jaguar (2000-2004)                                                                 |
| Sauber                        | Ferrari       | 1993   | Hinwil                  | Sauber (1993-2018) ; BMW (2006-2010)                                                                     |
| Williams F1 Team              | Mercedes AMG  | 1977   | Grove                   | |

## Écuries de Formule 1 depuis la création du championnat
Cette liste, non exhaustive, répertorie des écuries ayant pris part au championnat du monde depuis sa création en 1950, classées par ordre alphabétique.
Mise à jour après le Grand Prix d'Abou Dabi 2020
| Écurie                               | Pays                     | Années en F1                              | Titres constructeurs 1er / 2e / 3e | GP F1 disputés | Victoires |
| ------------------------------------ | ------------------------ | ----------------------------------------- | ---------------------------------- | -------------- | --------- |
| Alex von Falkenhausen Motorenbau     | Allemagne                | 1952 - 1953                               | -                                  | 4              | -         |
| Alfa Romeo                           | Italie                   | 1950 - 1985, 2019 - 2023                  | -                                  | 110            | 10        |
| Alta Car and Engineering Company     | Royaume-Uni              | 1950 - 1952                               | -                                  | 5              | -         |
| Andrea Moda Formula                  | Italie                   | 1992                                      | -                                  | 1              | -         |
| Apollon Racing                       | Suisse                   | 1977                                      | -                                  | 1              | -         |
| Arrows                               | Royaume-Uni              | 1978 - 2002                               | -                                  | 291            | -         |
| Aston Martin                         | Royaume-Uni              | 1959 - 1960, 2021 - en cours              | -                                  | 57             | -         |
| Automobiles Gonfaronnaises Sportives | France                   | 1986 - 1991                               | -                                  | 47             | -         |
| Automobili Turismo e Sport           | Italie                   | 1963                                      | -                                  | 6              | -         |
| Auto Technisches Spezialzubehör      | Allemagne                | 1977 - 1984                               | -                                  | 89             | -         |
| British American Racing              | Royaume-Uni              | 1999 - 2005                               | -                                  | 117            | -         |
| Bellasi                              | Italie                   | 1970 - 1971                               | -                                  | 2              | -         |
| Benetton Formula                     | Italie / Royaume-Uni     | 1986 - 2001                               | 1 / 1 / 6                          | 260            | 27        |
| Bayerische Motoren Werke             | Allemagne                | 1952 - 1953                               | -                                  | 2              | -         |
| BMW Sauber F1 Team                   | Allemagne                | 2006 - 2010                               | 0 / 1 / 1                          | 89             | 1         |
| Boro                                 | Royaume-Uni              | 1976 - 1977                               | -                                  | 6              | -         |
| Brabham Racing Organisation          | Royaume-Uni              | 1962 - 1992                               | 2 / 3 / 5                          | 394            | 35        |
| Brawn GP Formula One Team            | Royaume-Uni              | 2009                                      | 1 / 0 / 0                          | 17             | 8         |
| British Racing Motors                | Royaume-Uni              | 1951 - 1977                               | 1 / 4 / 1                          | 197            | 17        |
| British Racing Partnership           | Royaume-Uni              | 1963 - 1964                               | -                                  | 13             | -         |
| Bugatti                              | France                   | 1956                                      | -                                  | 1              | -         |
| Caterham F1 Team                     | Malaisie                 | 2010 - 2014                               | -                                  | 94             | -         |
| Chris Amon Racing                    | Nouvelle-Zélande         | 1974                                      | -                                  | 1              | -         |
| Coloni                               | Italie                   | 1987 - 1991                               | -                                  | 13             | -         |
| Connaught Engineering                | Royaume-Uni              | 1950 - 1959                               | -                                  | 17             | -         |
| Connew Racing Team                   | Royaume-Uni              | 1972                                      | -                                  | 1              | -         |
| Cooper Car Company                   | Royaume-Uni              | 1950 - 1969                               | 2 / 0 / 4                          | 128            | 16        |
| Dallara                              | Italie                   | 1988 - 1992                               | -                                  | 78             | -         |
| De Tomaso                            | Italie                   | 1961 - 1970                               | -                                  | 10             | -         |
| Eagle                                | États-Unis               | 1966 - 1969                               | -                                  | 25             | 1         |
| Eifelland Racing                     | Allemagne                | 1972                                      | -                                  | 8              | -         |
| Eisenacher Motorenwerk               | Allemagne de l'Est       | 1953                                      | -                                  | 1              | -         |
| Embassy-Hill                         | Royaume-Uni              | 1973 - 1975                               | -                                  | 10             | -         |
| Emeryson                             | Royaume-Uni              | 1956 - 1962                               | -                                  | 4              | -         |
| English Racing Automobiles           | Royaume-Uni              | 1950 - 1952                               | -                                  | 7              | -         |
| Ensign                               | Royaume-Uni              | 1973 - 1982                               | -                                  | 99             | -         |
| Équipe Nationale Belge               | Belgique                 | 1955 - 1962                               | -                                  | 9              | -         |
| Eurobrun Racing                      | Italie                   | 1988 - 1990                               | -                                  | 14             | -         |
| Ferguson                             | Royaume-Uni              | 1961                                      | -                                  | 1              | -         |
| Fittipaldi Automotive                | Brésil                   | 1975 - 1982                               | -                                  | 32             | -         |
| Fondmetal                            | Italie                   | 1991 - 1992                               | -                                  | 19             | -         |
| Footwork Racing                      | Royaume-Uni              | 1991 - 1996                               | -                                  | 91             | -         |
| Force India                          | Inde                     | 2008 - 2018                               | -                                  | 203            | -         |
| Forti Corse                          | Italie                   | 1995 - 1996                               | -                                  | 23             | -         |
| Frazer Nash                          | Royaume-Uni              | 1952                                      | -                                  | 4              | -         |
| Gilby Engineering                    | Royaume-Uni              | 1961 - 1963                               | -                                  | 3              | -         |
| Gordini                              | France                   | 1952 - 1956                               | -                                  | 33             | -         |
| Haas F1 Team                         | États-Unis               | 2016 - en cours                           | -                                  | 62             | -         |
| Haas Lola                            | États-Unis               | 1985 - 1986                               | -                                  | 20             | -         |
| Hersham and Walton Motors            | Royaume-Uni              | 1950 - 1951                               | -                                  | 14             | -         |
| Hesketh Racing                       | Royaume-Uni              | 1974 - 1978                               | -                                  | 52             | 1         |
| Honda Racing F1 Team                 | Japon                    | 1964 - 1968, 2006 - 2008                  | -                                  | 88             | 3         |
| HRT Formula One Team                 | Espagne                  | 2010 - 2012                               | -                                  | 55             | -         |
| Iso-Marlboro                         | Italie                   | 1973 - 1974                               | -                                  | 30             | -         |
| JBW                                  | Royaume-Uni              | 1959 - 1961                               | -                                  | 5              | -         |
| Jaguar Racing                        | Royaume-Uni              | 2000 - 2004                               | -                                  | 85             | -         |
| Jordan Grand Prix                    | Irlande                  | 1991 - 2005                               | 0 / 0 / 1                          | 250            | 4         |
| Klenk                                | Allemagne                | 1954                                      | -                                  | 1              | -         |
| Kojima Engineering                   | Japon                    | 1976 - 1977                               | -                                  | 2              | -         |
| Kurtis Kraft                         | États-Unis               | 1950 - 1960                               | -                                  | 12             | 5         |
| Larrousse                            | France                   | 1987 - 1994                               | -                                  | 32             | -         |
| LDS                                  | Afrique du Sud           | 1962 - 1968                               | -                                  | 5              | -         |
| LEC Refrigeration Racing             | Royaume-Uni              | 1977                                      | -                                  | 3              | -         |
| Leyton House Racing                  | Royaume-Uni              | 1990 - 1991                               | -                                  | 30             | -         |
| Life Racing Engines                  | Italie                   | 1990                                      | -                                  | 14             | -         |
| Ligier                               | France                   | 1976 - 1996                               | 0 / 1 / 1                          | 326            | 9         |
| Lotus F1 Team                        | Royaume-Uni              | 2012 - 2015                               | -                                  | 77             | 2         |
| Lyncar                               | Royaume-Uni              | 1975                                      | -                                  | 1              | -         |
| Manor Racing                         | Royaume-Uni              | 2016                                      | -                                  | 21             | -         |
| March Engineering                    | Royaume-Uni              | 1970 - 1992                               | 0 / 0 / 1                          | 197            | 3         |
| Martini                              | France                   | 1978                                      | -                                  | 4              | -         |
| Marussia F1 Team                     | Russie / Royaume-Uni     | 2012 - 2015                               | -                                  | 73             | -         |
| Matra Sports                         | France                   | 1966 - 1972                               | 1 / 0 / 1                          | 60             | 9         |
| McGuire                              | Australie                | 1977                                      | -                                  | 1              | -         |
| McLaren Racing                       | Royaume-Uni              | 1966 - en cours                           | 8 / 14 / 10                        | 880            | 182       |
| Mercedes Grand Prix                  | Allemagne                | 1954 - 1955, 2010 - en cours              | 8 / 1 / 0                          | 238            | 119       |
| Midland F1 Racing                    | Russie                   | 2006                                      | -                                  | 18             | -         |
| Modena Team                          | Italie                   | 1991                                      | -                                  | 6              | -         |
| Monteverdi                           | Suisse                   | 1990                                      | -                                  | 1              | -         |
| Officine Alfieri Maserati            | Italie                   | 1950 - 1957                               | -                                  | 70             | 9         |
| Onyx Grand Prix                      | Royaume-Uni              | 1989 - 1990                               | -                                  | 16             | -         |
| O.S.C.A.                             | Italie                   | 1951 - 1953                               | -                                  | 4              | -         |
| Osella                               | Italie                   | 1980 - 1990                               | -                                  | 132            | -         |
| Pacific Racing                       | Royaume-Uni              | 1994 - 1995                               | -                                  | 22             | -         |
| Penske Racing                        | États-Unis               | 1974 - 1977                               | -                                  | 40             | 1         |
| Politoys                             | Royaume-Uni              | 1972                                      | -                                  | 1              | -         |
| Porsche Team                         | Allemagne                | 1958 - 1964                               | 0 / 0 / 1                          | 31             | 1         |
| Prost Grand Prix                     | France                   | 1997 - 2001                               | -                                  | 83             | -         |
| Racing Point F1 Team                 | Royaume-Uni              | 2018 - 2020                               | -                                  | 47             | 1         |
| RAM March                            | Royaume-Uni              | 1983                                      | -                                  | 3              | -         |
| RAM Racing                           | Royaume-Uni              | 1984 - 1985                               | -                                  | 28             | -         |
| Red Bull Racing                      | Autriche / Royaume-Uni   | 2005 - en cours                           | 4 / 3 / 2                          | 265            | 59        |
| Renault F1 Team/ Alpine F1           | France / Royaume-Uni     | 1977 - 1985, 2002 - 2011, 2016 - en cours | 2 / 1 / 4                          | 362            | 35        |
| Rial Racing                          | Allemagne                | 1988 - 1989                               | -                                  | 20             | -         |
| Sauber                               | Suisse                   | 1993 - 2005, 2011 - 2018                  | -                                  | 364            | -         |
| Scarab-Reventlow Automobiles         | États-Unis               | 1960                                      | -                                  | 2              | -         |
| Scirocco-Powell                      | États-Unis               | 1963 - 1964                               | -                                  | 5              | -         |
| Scuderia Ferrari                     | Italie                   | 1950 - en cours                           | 16 / 19 / 10                       | 1014           | 238       |
| Scuderia Italia                      | Italie                   | 1988 - 1994                               | -                                  | 125            | -         |
| Scuderia Lancia                      | Italie                   | 1954 - 1955                               | -                                  | 4              | -         |
| Scuderia Minardi                     | Italie                   | 1985 - 2005                               | -                                  | 340            | -         |
| Scuderia Toro Rosso                  | Italie                   | 2006 - en cours                           | -                                  | 247            | 1         |
| Shadow Racing Cars                   | États-Unis / Royaume-Uni | 1973 - 1980                               | -                                  | 104            | 1         |
| Shannon Racing Cars                  | Royaume-Uni              | 1966                                      | -                                  | 1              | -         |
| Simca Gordini                        | France                   | 1950 - 1953                               | -                                  | 14             | -         |
| Simtek                               | Royaume-Uni              | 1994 - 1995                               | -                                  | 21             | -         |
| Spirit Racing                        | Royaume-Uni              | 1983 - 1985                               | -                                  | 23             | -         |
| Spyker F1 Team                       | Pays-Bas                 | 2007                                      | -                                  | 17             | -         |
| Stebro                               | Canada                   | 1963                                      | -                                  | 1              | -         |
| Stewart Grand Prix                   | Royaume-Uni              | 1997 - 1999                               | -                                  | 49             | 1         |
| Super Aguri Formula 1 Team           | Japon                    | 2006 - 2008                               | -                                  | 39             | -         |
| Surtees Racing Organisation          | Royaume-Uni              | 1970 - 1978                               | -                                  | 118            | -         |
| Talbot Lago                          | France                   | 1950 - 1951                               | -                                  | 13             | -         |
| Team Lotus                           | Royaume-Uni              | 1959 - 1994                               | 7 / 5 / 5                          | 491            | 79        |
| Team Merzario                        | Italie                   | 1978 - 1979                               | -                                  | 10             | -         |
| Team Rebaque                         | Royaume-Uni              | 1979                                      | -                                  | 1              | -         |
| Tecno                                | Italie                   | 1972 - 1973                               | -                                  | 10             | -         |
| Theodore Racing                      | Royaume-Uni / Hong Kong  | 1978 - 1983                               | -                                  | 33             | -         |
| Token Racing                         | Royaume-Uni              | 1974                                      | -                                  | 3              | -         |
| Toleman                              | Royaume-Uni              | 1981 - 1985                               | -                                  | 57             | -         |
| Toyota F1 Team                       | Japon                    | 2002 - 2009                               | -                                  | 139            | -         |
| Trojan-Tauranac Racing               | Royaume-Uni              | 1974                                      | -                                  | 6              | -         |
| Tyrrell Racing                       | Royaume-Uni              | 1970 - 1998                               | 1 / 2 / 2                          | 430            | 23        |
| Vanwall                              | Royaume-Uni              | 1954 - 1960                               | 1 / 0 / 0                          | 28             | 9         |
| Vel's Parnelli Jones Racing          | États-Unis               | 1974 - 1976                               | -                                  | 16             | -         |
| Venturi Automobiles                  | France                   | 1992                                      | -                                  | 16             | -         |
| Veritas                              | Allemagne                | 1951 - 1953                               | -                                  | 6              | -         |
| Virgin Racing                        | Russie / Royaume-Uni     | 2010 - 2011                               | -                                  | 38             | -         |
| Williams F1 Team                     | Royaume-Uni              | 1977 - en cours                           | 9 / 6 / 6                          | 745            | 114       |
| WS Aston                             | Royaume-Uni              | 1952                                      | -                                  | 2              | -         |
| Walter Wolf Racing                   | Canada                   | 1977 - 1979                               | -                                  | 47             | 3         |
| Zakspeed                             | Allemagne                | 1985 - 1989                               | -                                  | 53             | -         |

### Écuries ayant participé uniquement aux 500 miles d'Indianapolis
| Écurie        | Pays       | Années en F1 | Titres constructeurs 1er / 2e / 3e | GP F1 disputés | Victoires |
| ------------- | ---------- | ------------ | ---------------------------------- | -------------- | --------- |
| Adams         | États-Unis | 1950 - 1951  | -                                  | 1              | -         |
| Bromme        | États-Unis | 1951 - 1954  | -                                  | 4              | -         |
| Christensen   | États-Unis | 1959 - 1960  | -                                  | 2              | -         |
| Deidt         | États-Unis | 1950 - 1952  | -                                  | 3              | -         |
| Del Roy       | États-Unis | 1953         | -                                  | 1              | -         |
| Dunn          | États-Unis | 1957 - 1959  | -                                  | 3              | -         |
| Elder         | États-Unis | 1959         | -                                  | 1              | -         |
| Epperly       | États-Unis | 1962         | -                                  | 5              | 2         |
| Ewing         | États-Unis | 1950 - 1960  | -                                  | 2              | -         |
| Hall          | États-Unis | 1951         | -                                  | 1              | -         |
| Kuzma         | États-Unis | 1951 - 1960  | -                                  | 10             | 1         |
| Langley       | États-Unis | 1950         | -                                  | 1              | -         |
| Lesovsky      | États-Unis | 1950 - 1960  | -                                  | 9              | -         |
| Marchese (en) | États-Unis | 1950 - 1951  | -                                  | 2              | -         |
| Meskowski     | États-Unis | 1960         | -                                  | 1              | -         |
| Moore         | États-Unis | 1950 - 1959  | -                                  | 3              | -         |
| Nichels       | États-Unis | 1950 - 1954  | -                                  | 2              | -         |
| Olson         | États-Unis | 1950         | -                                  | 1              | -         |
| Pankratz      | États-Unis | 1954 - 1955  | -                                  | 2              | -         |
| Pawl          | États-Unis | 1951 - 1955  | -                                  | 3              | -         |
| Phillips      | États-Unis | 1954 - 1960  | -                                  | 7              | -         |
| Rae           | États-Unis | 1950         | -                                  | 1              | -         |
| Schroeder     | États-Unis | 1951 - 1955  | -                                  | 4              | -         |
| Sherman       | États-Unis | 1951 - 1952  | -                                  | 2              | -         |
| Snowberger    | États-Unis | 1950         | -                                  | 1              | -         |
| Stevens       | États-Unis | 1950 - 1956  | -                                  | 6              | -         |
| Sutton        | États-Unis | 1959         | -                                  | 1              | -         |
| Trevis        | États-Unis | 1951 - 1960  | -                                  | 4              | -         |
| Turner        | États-Unis | 1953         | -                                  | 1              | -         |
| Watson        | États-Unis | 1950 - 1960  | -                                  | 9              | 3         |
| Wetteroth     | États-Unis | 1950         | -                                  | 1              | -         |

### Écuries privées
| - Bernard White Racing - BMS Scuderia Italia - British Formula One Racing Team - BS Fabrications - Camoradi International - DW Racing Enterprises - Écurie Belge - Écurie Bleue - Écurie Bonnier - Ecurie Ecosse - Écurie Espadon - Écurie Francorchamps | - Écurie Lutetia - Écurie Maarsbergen - Écurie Rosier - Enrico Platé - FR Gerard Cars - Goldie Hexagon Racing - John Willment Automobiles - Mecom Racing Team - North American Racing Team - Otelle Nucci - Reg Parnell Racing | - Rob Walker Racing Team - Scuderia Achille Varzi - Scuderia Ambrosiana - Scuderia Centro Sud (en) - Scuderia Guastella - Scuderia Filipinetti - Scuderia Milano - Scuderia Sant'Ambroeus - Scuderia Volpini - Silvio Moser Racing Team - T.A.S.O. Mathieson - Team Gunston |